# Großer Preis von Argentinien 1972
Der Große Preis von Argentinien 1972 (offiziell IX Gran Premio de la Republica Argentina) fand am 23. Januar auf dem Autódromo Municipal Ciudad de Buenos Aires in Buenos Aires statt und war das erste Rennen der Automobil-Weltmeisterschaft 1972.

## Berichte

### Hintergrund
Als amtierender Weltmeister ging Jackie Stewart in die Saison.
Mit Tyrrell und Ferrari starteten zwei der besten Teams des Vorjahres mit unveränderter Stammfahrer-Besetzung in die neue Saison.
Bei Lotus, wo man ab sofort in der schwarz-goldenen Lackierung des neuen Hauptsponsors John Player antrat, wurde Dave Walker als zweiter Stammfahrer neben Emerson Fittipaldi verpflichtet, während Reine Wisell zu B.R.M. wechselte, wo er die meisten Rennen der Saison an der Seite von Howden Ganley und Peter Gethin sowie diversen weiteren Fahrern bestreiten sollte. Man plante dort ursprünglich, bis zu sechs Fahrzeuge pro Rennen einzusetzen. Finanzielle Unterstützung für dieses Vorhaben erhielt B.R.M. durch Marlboro und trat daher den ehemaligen Hauptsponsor Yardley an McLaren ab, wo nun Peter Revson neben Denis Hulme unter Vertrag stand.
Das Team Brabham wurde von Ron Tauranac an Bernie Ecclestone verkauft. Graham Hill blieb dem Team treu und erhielt den Formel-1-Neuling Carlos Reutemann als neuen Teamkollegen, da Tim Schenken bei Surtees unter Vertrag stand, um Teamgründer John Surtees zu ersetzen, der nur noch gelegentlich persönlich an den Rennen teilnehmen wollte.
Bei March wurde Niki Lauda neben Ronnie Peterson zweiter Stammfahrer. Matra reduzierte sein Formel-1-Engagement dauerhaft auf nur noch ein Fahrzeug, das weiterhin von Chris Amon pilotiert wurde.

### Training
Die neue Saison begann mit einer Sensation, indem sich Debütant Reutemann bei seinem Heimrennen die Pole-Position vor Stewart sicherte. Für die zweite Startreihe qualifizierten sich die beiden McLaren vor Fittipaldi im Lotus 72 und Clay Regazzoni im Ferrari 312B2.

### Rennen
Amon hatte in der Aufwärmrunde einen Getriebeschaden und konnte daher nicht starten.
Stewart beschleunigte den Pole-Setter Reutemann aus und übernahm dadurch die Führung, die er bis ins Ziel nicht mehr abgab. Hinter Reutemann hatte sich Fittipaldi durch einen guten Start an Revson und Hulme vorbei auf Rang drei vorgekämpft.
Innerhalb der folgenden Runden wurde Reutemann zunächst von Fittipaldi und kurz darauf von Hulme überholt. Anschließend blieb die Reihenfolge der Führenden über mehrere Runden konstant, bis Fittipaldi ab Runde 35 Getriebeprobleme bekam und hinter Hulme zurückfiel. Wenig später musste Reutemann die Box ansteuern, um neue Reifen aufziehen zu lassen.
Da sowohl der Drittplatzierte Fittipaldi als auch der Viertplatzierte François Cevert das Rennen nicht beenden konnten, gelangte Jacky Ickx auf eine Podiumsplatzierung.

## Meldeliste
| Team                            | Nr. | Fahrer             | Chassis       | Motor                    | Reifen |
| ------------------------------- | --- | ------------------ | ------------- | ------------------------ | ------ |
| Motor Racing Developments       | 01  | Graham Hill        | Brabham BT33  | Ford Cosworth DFV 3.0 V8 | G      |
| Motor Racing Developments       | 02  | Carlos Reutemann   | Brabham BT34  | Ford Cosworth DFV 3.0 V8 | G      |
| Marlboro B.R.M.                 | 03  | Howden Ganley      | BRM P160      | BRM P142 3.0 V12         | F      |
| Marlboro B.R.M.                 | 04  | Reine Wisell       | BRM P153      | BRM P142 3.0 V12         | F      |
| Marlboro B.R.M.                 | 05  | Peter Gethin       | BRM P160      | BRM P142 3.0 V12         | F      |
| España Marlboro B.R.M.          | 06  | Àlex Soler-Roig    | BRM P160      | BRM P142 3.0 V12         | F      |
| Austria Marlboro B.R.M.         | 07  | Helmut Marko       | BRM P153      | BRM P142 3.0 V12         | F      |
| Scuderia Ferrari SpA SEFAC      | 08  | Jacky Ickx         | Ferrari 312B2 | Ferrari 001/1 3.0 F12    | F      |
| Scuderia Ferrari SpA SEFAC      | 09  | Clay Regazzoni     | Ferrari 312B2 | Ferrari 001/1 3.0 F12    | F      |
| Scuderia Ferrari SpA SEFAC      | 10  | Mario Andretti     | Ferrari 312B2 | Ferrari 001/1 3.0 F12    | F      |
| John Player Team Lotus          | 11  | Emerson Fittipaldi | Lotus 72D     | Ford Cosworth DFV 3.0 V8 | F      |
| John Player Team Lotus          | 12  | Dave Walker        | Lotus 72D     | Ford Cosworth DFV 3.0 V8 | F      |
| STP March Racing Team           | 14  | Ronnie Peterson    | March 721     | Ford Cosworth DFV 3.0 V8 | G      |
| STP March Racing Team           | 15  | Niki Lauda         | March 721     | Ford Cosworth DFV 3.0 V8 | G      |
| Equipe Matra Sports             | 16  | Chris Amon         | Matra MS120C  | Matra MS72 3.0 V12       | G      |
| Yardley Team McLaren            | 17  | Denis Hulme        | McLaren M19A  | Ford Cosworth DFV 3.0 V8 | G      |
| Yardley Team McLaren            | 18  | Peter Revson       | McLaren M19A  | Ford Cosworth DFV 3.0 V8 | G      |
| Brooke Bond Oxo Team Surtees    | 19  | Tim Schenken       | Surtees TS9B  | Ford Cosworth DFV 3.0 V8 | F      |
| Ceramica Pagnossin Team Surtees | 20  | Andrea de Adamich  | Surtees TS9B  | Ford Cosworth DFV 3.0 V8 | F      |
| Elf Team Tyrrell                | 21  | Jackie Stewart     | Tyrrell 003   | Ford Cosworth DFV 3.0 V8 | G      |
| Elf Team Tyrrell                | 22  | François Cevert    | Tyrrell 002   | Ford Cosworth DFV 3.0 V8 | G      |
| Team Williams Motul             | 23  | Henri Pescarolo    | March 721     | Ford Cosworth DFV 3.0 V8 | G      |

## Klassifikationen

### Startaufstellung
| Pos. | Fahrer             | Konstrukteur | Zeit    | Ø-Geschwindigkeit | Start |
| ---- | ------------------ | ------------ | ------- | ----------------- | ----- |
| 01   | Carlos Reutemann   | Brabham-Ford | 1:12,46 | 166,188 km/h      | 01    |
| 02   | Jackie Stewart     | Tyrrell-Ford | 1:12,68 | 165,685 km/h      | 02    |
| 03   | Peter Revson       | McLaren-Ford | 1:12,74 | 165,549 km/h      | 03    |
| 04   | Denis Hulme        | McLaren-Ford | 1:12,99 | 164,982 km/h      | 04    |
| 05   | Emerson Fittipaldi | Lotus-Ford   | 1:13,28 | 164,329 km/h      | 05    |
| 06   | Clay Regazzoni     | Ferrari      | 1:13,28 | 164,329 km/h      | 06    |
| 07   | François Cevert    | Tyrrell-Ford | 1:13,39 | 164,082 km/h      | 07    |
| 08   | Jacky Ickx         | Ferrari      | 1:13,50 | 163,837 km/h      | 08    |
| 09   | Mario Andretti     | Ferrari      | 1:13,61 | 163,592 km/h      | 09    |
| 10   | Ronnie Peterson    | March-Ford   | 1:14,06 | 162,598 km/h      | 10    |
| 11   | Tim Schenken       | Surtees-Ford | 1:14,17 | 162,357 km/h      | 11    |
| 12   | Chris Amon         | Matra        | 1:14,28 | 162,116 km/h      | 12    |
| 13   | Howden Ganley      | B.R.M.       | 1:14,28 | 162,116 km/h      | 13    |
| 14   | Andrea de Adamich  | Surtees-Ford | 1:14,34 | 161,985 km/h      | 14    |
| 15   | Henri Pescarolo    | March-Ford   | 1:14,49 | 161,659 km/h      | 15    |
| 16   | Graham Hill        | Brabham-Ford | 1:14,52 | 161,594 km/h      | 16    |
| 17   | Reine Wisell       | B.R.M.       | 1:14,52 | 161,594 km/h      | 17    |
| 18   | Peter Gethin       | B.R.M.       | 1:15,11 | 160,325 km/h      | 18    |
| 19   | Helmut Marko       | B.R.M.       | 1:15,53 | 159,433 km/h      | 19    |
| 20   | Dave Walker        | Lotus-Ford   | 1:15,55 | 159,391 km/h      | 20    |
| 21   | Àlex Soler-Roig    | B.R.M.       | 1:15,66 | 159,159 km/h      | 21    |
| 22   | Niki Lauda         | March-Ford   | 1:15,92 | 158,614 km/h      | 22    |

### Rennen
| Pos. | Fahrer             | Konstrukteur | Runden | Stopps | Zeit       | Start | Schnellste Runde |
| ---- | ------------------ | ------------ | ------ | ------ | ---------- | ----- | ---------------- |
| 01   | Jackie Stewart     | Tyrrell-Ford | 95     | 0      | 1:57:58,82 | 02    | 1:13,66 (25.)    |
| 02   | Denis Hulme        | McLaren-Ford | 95     | 0      | + 25,96    | 04    |                  |
| 03   | Jacky Ickx         | Ferrari      | 95     | 0      | + 59,39    | 08    |                  |
| 04   | Clay Regazzoni     | Ferrari      | 95     | 0      | + 1:06,72  | 06    |                  |
| 05   | Tim Schenken       | Surtees-Ford | 95     | 0      | + 1:09,11  | 11    |                  |
| 06   | Ronnie Peterson    | March-Ford   | 94     | 0      | + 1 Runde  | 10    |                  |
| 07   | Carlos Reutemann   | Brabham-Ford | 93     | 1      | + 2 Runden | 01    |                  |
| 08   | Henri Pescarolo    | March-Ford   | 93     | 0      | + 2 Runden | 15    |                  |
| 09   | Howden Ganley      | B.R.M.       | 93     | 0      | + 2 Runden | 13    |                  |
| 10   | Helmut Marko       | B.R.M.       | 93     | 0      | + 2 Runden | 19    |                  |
| 11   | Niki Lauda         | March-Ford   | 93     | 0      | + 2 Runden | 22    |                  |
| –    | Emerson Fittipaldi | Lotus-Ford   | 61     | 0      | DNF        | 05    |                  |
| –    | François Cevert    | Tyrrell-Ford | 59     | 0      | DNF        | 07    |                  |
| –    | Reine Wisell       | B.R.M.       | 59     | 0      | DNF        | 17    |                  |
| –    | Peter Revson       | McLaren-Ford | 49     | 0      | DNF        | 03    |                  |
| –    | Mario Andretti     | Ferrari      | 20     | 0      | DNF        | 09    |                  |
| –    | Andrea de Adamich  | Surtees-Ford | 11     | 0      | DNF        | 14    |                  |
| –    | Graham Hill        | Brabham-Ford | 11     | 1      | DNF        | 16    |                  |
| –    | Peter Gethin       | B.R.M.       | 1      | 0      | DNF        | 18    |                  |
| –    | Àlex Soler-Roig    | B.R.M.       | 1      | 0      | DNF        | 21    |                  |
| DSQ  | Dave Walker        | Lotus-Ford   | 8      | 0      | –          | 20    |                  |
| DNS  | Chris Amon         | Matra        | –      | –      | –          | 12    | –                |

## WM-Stände nach dem Rennen
Die ersten sechs des Rennens bekamen 9, 6, 4, 3, 2 bzw. 1 Punkt(e). In der Konstrukteurswertung zählten dabei nur die Punkte des bestplatzierten Fahrers eines Teams.

### Fahrerwertung
| Pos. | Fahrer           | Konstrukteur | Punkte |
| ---- | ---------------- | ------------ | ------ |
| 01   | Jackie Stewart   | Tyrrell-Ford | 9      |
| 02   | Denis Hulme      | McLaren-Ford | 6      |
| 03   | Jacky Ickx       | Ferrari      | 4      |
| 04   | Clay Regazzoni   | Ferrari      | 3      |
| 05   | Tim Schenken     | Surtees-Ford | 2      |
| 06   | Ronnie Peterson  | March-Ford   | 1      |
| 07   | Carlos Reutemann | Brabham-Ford | 0      |
| 08   | Henri Pescarolo  | March-Ford   | 0      |
| 09   | Howden Ganley    | B.R.M.       | 0      |
| 10   | Helmut Marko     | B.R.M.       | 0      |

| Pos. | Fahrer             | Konstrukteur | Punkte |
| ---- | ------------------ | ------------ | ------ |
| 11   | Niki Lauda         | March-Ford   | 0      |
| –    | Emerson Fittipaldi | Lotus-Ford   | 0      |
| –    | François Cevert    | Tyrrell-Ford | 0      |
| –    | Reine Wisell       | B.R.M.       | 0      |
| –    | Peter Revson       | McLaren-Ford | 0      |
| –    | Mario Andretti     | Ferrari      | 0      |
| –    | Andrea de Adamich  | Surtees-Ford | 0      |
| –    | Graham Hill        | Brabham-Ford | 0      |
| –    | Peter Gethin       | B.R.M.       | 0      |
| –    | Àlex Soler-Roig    | B.R.M.       | 0      |

### Konstrukteurswertung
| Pos. | Konstrukteur | Punkte |
| ---- | ------------ | ------ |
| 01   | Tyrrell-Ford | 9      |
| 02   | McLaren-Ford | 6      |
| 03   | Ferrari      | 4      |
| 04   | Surtees-Ford | 2      |

| Pos. | Konstrukteur | Punkte |
| ---- | ------------ | ------ |
| 05   | March-Ford   | 1      |
| 06   | Brabham-Ford | 0      |
| 07   | B.R.M.       | 0      |
| –    | Lotus-Ford   | 0      |